# Richard Durbin
Richard Joseph Durbin, Dick Durbin (ur. 21 listopada 1944) – amerykański polityk, senator ze stanu Illinois (wybrany w 1996 i ponownie w 2002), członek Partii Demokratycznej. 
W latach 1983–1997 zasiadał w Izbie Reprezentantów. Obecnie pełni funkcję zastępcy lidera i prefekta większości (od 2007), a przedtem mniejszości (2005–2007). Uchodzi za polityka o poglądach liberalnych (lewicowych jak na standardy amerykańskie). Od początku nie popierał wojny w Iraku.
Jako pierwszy prominentny polityk demokratów poparł kampanię prezydencką młodszego senatora z Illinois, Baracka Obamy.